# Rachel Imison
Rachel Anne Imison (Palmerston North, 16 december 1978) is een Australisch hockeykeeper. 
Imison nam driemaal deel aan de Olympische Spelen en werd in 2000 in eigen land olympisch kampioen.

## Erelijst
- 1997 –  Champions Trophy in Berlijn
- 1999 –  Champions Trophy in Brisbane
- 2000 –  Champions Trophy in Amstelveen
- 2000 –  Olympische Spelen in Sydney
- 2001 –  Champions Trophy in Amstelveen
- 2002 – 4e Wereldkampioenschap in Perth
- 2003 –  Champions Trophy in Sydney
- 2004 – 5e Olympische Spelen in Athene
- 2005 –  Champions Trophy in Canberra
- 2006 –  Wereldkampioenschap in Madrid
- 2008 – 5e Champions Trophy in Mönchengladbach
- 2008 – 5e Olympische Spelen in Peking